# OB企劃
株式會社OB企劃（日语：株式会社オービー企画）是一家位於日本東京都世田谷區，主要從事動畫企畫製作、生產為主要營業事項的日本企業。成立於1981年。為人熟悉的代表作有賽車動畫《頭文字D》系列和安達充、高橋留美子等多位小學館漫畫家的作品等（但只是擔任企劃製作）。

## 概要、沿革
1981年9月成立。初期主要承包了漫畫家安達充的《美雪、美雪》和《鄰家女孩》等作品改編電視動畫製作的企劃協力。之後陸續投入OVA的企劃和製作，在1980年代生產OVA作品期間主要與小丑工作室（Studio Pierrot的舊名）和STUDIO GALLOP（GALLOP的舊名）建立合作夥伴關係。
1990年代前半，和OB企劃相關的動畫工作室Pastel（パステル）成立之後。從電視動畫《城市風雲兒》和OVA《含羞草》開始，動畫的實質製作由Pastel承包。到了2000年12月19日，又另外一間由當時已經停止動畫製作的前動畫公司TRIANGLE STAFF所屬的製作人安部正次郎與工作人員馬場健等人成立A.C.G.T之後，向OB企劃建立旗下合作企業關係，此時Pastel則退出動畫的實質製作。2000年代以後，OB企劃承包A.C.G.T作品3DCG製作部分的業務。
2009年6月為了防止駭客竄改公司的網頁內容，短暫關閉官方網站。2010年1月結束病毒清除作業，網站再度開放。
2011年1月11日，工作室搬移至東京都世田谷區現址。

## 作品履歷

### 電視動畫
- 美雪、美雪（動畫製作：Kitty film，1983年－1984年）
- 鄰家女孩（動畫製作：Group Tac，1985年－1987年）
- 陽光普照（動畫製作：Group Tac，1987年－1988年）
- 劍勇傳說YAIBA（動畫製作：Pastel，1993年－1994年）
- 頭文字D系列
  - 頭文字D（動畫製作：STUDIO COMET、GALLOP，1998年）
  - 頭文字D Second Stage（動畫製作：Pastel，1999年）
  - 頭文字D Fourth Stage（動畫製作：A.C.G.T，2004年－2006年）
- DEAR BOYS（動畫製作：A.C.G.T，2003年）
- 人間交叉點（動畫製作：A.C.G.T，2003年）
- 灣岸競速（動畫製作：A.C.G.T，2007年－2008年）
- 新機械巨神（動畫製作：A.C.G.T，2008年）

### 電視動畫特輯
- 青春野球部Nine（日语：ナイン (漫画)）系列（製作：東寶、Group Tac、富士電視台）
  - 青春野球部Nine（1983年）
  - 青春野球部Nine ～戀人宣言（1983年）
  - 青春野球部Nine ～完結篇（1984年）

### OVA
1980年代
- rumic world系列
  - 火焰之旅（與Studio Pierrot共同製作，1985年）
  - The 超女（與Studio Pierrot共同製作，1985年）
  - 微笑標的（與Studio Pierrot共同製作，1987年）
  - 人魚之森（1991年）
- 縣立地球防衛軍（日语：県立地球防衛軍）（動畫製作：GALLOP，1986年）
- 戰區88系列（動畫製作：Studio Pierrot）
  - ACT I 背叛的天空（1985年）
  - ACT II 豺狼們的條件（1985年）
  - ACT III 燃燒的海市蜃樓（1986年）
- 1磅的福音（動畫製作：GALLOP，1988年）

1990年代
- 隔壁的所先生（1990年）
- 好色一代男（動畫製作：STUDIO J·A·M·P，1990年）
- 星屑樂園（日语：星くずパラダイス）（1991年）
- 含羞草（動畫製作：Pastel，1991年）
- （1991年）
- 潮與虎（動畫製作：Pastel，1992年－1993年）
- 天氣預報大姊姊（日语：お天気お姉さん (漫画)）（動畫製作：KSS，1994年－1995年）
- 鬼切丸（日语：鬼切丸）（動畫製作：KSS，1994年－1995年）
- 聖堂教父（動畫製作：Pastel，1995年）
- 工業哀歌排球男孩（日语：工業哀歌バレーボーイズ）（動畫製作：J.C.STAFF、Studio March，1997年）

2000年代
- 頭文字D系列（動畫製作：A.C.G.T）
  - 頭文字D Extra Stage 沖擊之藍…（2000年）
  - 頭文字D BATTLE STAGE（2002年）
  - 頭文字D BATTLE STAGE 2（2007年）
  - 頭文字D Extra Stage 2 ～啟程之綠～（2008年）
- 新·北斗神拳（動畫製作：A.C.G.T，2003年－2004年）

### 電影動畫
- 劇場版 鄰家女孩（動畫製作：Group Tac）
  - 劇場版 鄰家女孩：沒有背號的王牌投手（1986年）
  - 劇場版 鄰家女孩2：再見的禮物（1986年）
  - 劇場版 鄰家女孩3：在你離開之後（1987年）
- 劇場版 陽光普照：KA·SU·MI 夢中有你（製作：東寶、Group Tac、富士電視台，1988年）
- 頭文字D Third Stage（動畫製作：STUDIO DEEN，2001年）

## 相關項目
- 安達充
- 高橋留美子
- Studio Pierrot
- GALLOP
- OLM（由OB企劃出身的製作人奧野敏聰創立的動畫工作室）
- 日本動畫工作室列表

## 外部連結
- 株式會社OB企劃公式官網（页面存档备份，存于） （日語）